# Stiltskin
Stiltskin ist eine in den 1990er Jahren gegründete schottische Rockband. Ihr bekanntester Song Inside von ihrem ersten Album The Mind’s Eye wurde als Soundtrack eines Werbespots für Levi’s bekannt. „Rumpelstiltskin“ ist der englische Name der deutschen Märchenfigur Rumpelstilzchen.

## Bandgeschichte
Die Band wurde 1992 von Peter Lawlor und James Finnigan gegründet. Lawlor fragte Finnigan, ob er nicht bei der Bandgründung helfen wollte, da Lawlor einige Songs geschrieben hatte. 1994 war die Besetzung mit Ross McFarlane und Ray Wilson komplett. Dem britischen Nummer-eins-Hit Inside folgte die zweite Single Footsteps, die auf Platz 20 der Charts stieg.
Stiltskins Debütalbum erzielte in Europa (weniger in den USA) einen beachtlichen Erfolg, indem es den Sprung in die Top 10 schaffte. Eine Tournee im September und Oktober folgte. Die Band brach jedoch noch vor den Aufnahmen zu einem Nachfolgealbum auseinander, da der Sänger Ray Wilson als Ersatz für Phil Collins zu Genesis wechselte. Außerdem hatten sich sowohl zwei Bandmitglieder untereinander als auch die Band mit dem Plattenlabel zerstritten.
Im Jahr 2005 kam es zu einer Neugründung der Band. Ray Wilson konnte seinen alten Genesis-Weggefährten Nir Zidkyahu (Nir Z) als Schlagzeuger sowie Irvin Duguid, den ehemaligen Tour-Keyboarder von Stiltskin, für die Band gewinnen. Am 6. Oktober 2006 wurde das Studioalbum She im Handel veröffentlicht, das über die Bandwebsite bereits seit April 2006 erhältlich war. Danach folgte eine ausgedehnte Europa-Tour, auf der ausschließlich Titel von Stiltskin und der Band CUT gespielt wurden (bei CUT handelte es sich um ein Projekt aus dem Jahre 1999 von Ray, Steve Wilson, Nir Z und anderen). Anfang 2007 erschien das dazugehörige Tour-Album mit dem schlichten Titel Live, das am 25. Oktober 2006 in der Bonner Harmonie mitgeschnitten wurde.

## Diskografie
- 1994: The Mind’s Eye
- 2006: She (als „Ray Wilson & Stiltskin“)
- 2007: Live (als „Ray Wilson & Stiltskin“)
- 2011: Unfulfillment (als „Ray Wilson & Stiltskin“)